# Света Параскева (Сятища)
Вижте пояснителната страница за други значения на Света Параскева.
„Света Параскева и Света Екатерина“ (на гръцки: Ιερός Ναός Αγίας Παρασκευής και Αικατερίνης) е православна църква в град Сятища, Егейска Македония, Гърция, част от Сисанийската и Сятищка епархия на Вселенската патриаршия.

## Местоположение
Църквата се намира на централния площад на Герания – южната махала на Сятища. Църквата заедно с внушителната камбанария от 1862 година, църквата „Успение Богородично“, разположена в двора ѝ, и съседната църква „Свети Николай“ съставляват култовия център на махалата Герания. Част е от енорията „Свети Николай“.

## История
На трегера на входа на наоса, във вътрешността на южната стена, е запазен ктиторски надпис с големи букви, състоящ се от девет реда. Текстът е написан с черно върху почти бял хоросан и е обграден от правоъгълна позлатена гипсова рамка. В началото има червен кръст, а надписът е следният:
| „ | † Ὁ θεῖος οὗτος καὶ ἱερὸς ναὸς ὁ έπ’ὀνόματι τιμώμενος τῶν Ἁγίων Παρασκευ-//ὴς τῆς ὁσιοπαρθενομάρτυρος καὶ Ἀικατερίνης τῆς πάνσοφου καὶ μεγαλομάρτυρος // ἠγέρθει ἐκ βάθρων τὸ σωτ(ήριον) ἔτος ΑΧΟΖ΄(1677) καὶ ἱστορήθη τὸ ͵ΑΧΟΘ’(1679) ἀρχιερατεύ- // οντος τοῦ ἁγίου Σισανίου κυρίου Λεόντιου. Τῇ συνδρομῇ δὲ τῶν εὐλαβῶν ἐπιτρόπων κυρίων // Τριανταφύλλου καὶ Δημητρίου προσκυνητῶν τοῦ Ἁγίου Τάφου. Ὡς καὶ τῶν ἐντίμων κυρί- // ων Ἐμμανουὴλ τοῦ Γεωργίου, Νικολάου καὶ Θεοδώρου τοῦ Κώτσιου Πέϊου. // Ἀνιστορήθη δὲ τῇ πρωτοβουλίᾳ καὶ ἀόκνῳ φροντίδι τοῦ κ(υρίου) Γεωργίου Μ. Τράχου // καὶ ἀναλώμασι εὐλαβῶν χριστιανῶν τῷ σωτηρίῳ ἔτει 1898. Ἀρχιερατεύον- // τος τοῦ κ(υρίου) Ἀθανάσιου Νικολαΐδου Βυζάντιου. † Този божествен и свят храм, който е кръстен на светиите Параскева - // светата преподобна мъченица дева и Екатерина, всемъдра и великомъченица // се издигна от основи в от Спасителя година AXOZ' (1677) и се изписа в AXOTH' (1679) при архиерейството // на светия Сисаниийски господин Леонтий. И с помощта на благочестивите епитропи, господата Триандафилос и Димитриос, поклонници на Гроба Господен. Както и на достопочтените господа Емануил син на Георги, Николай и Теодор син на Коцо Пейос. // Изписа се с инициативата и неуморните грижи на г-н Георгиос М. Трахос // и за спасението на благочестивите християни от Спасителя година 1898. При архиерейството на господин Атанасий Николаидис Византиос. | “ |

Текстът на надписа е препис и допълнение на оригинала, който е съществувал на същото място. Изписан е в 1898 година по време на ремонт на храма, което е засвидетелствано във втория параграф. Текстът е разделен на две части; първите шест реда се отнасят до годината на построяване и историята на църквата, а последните три – до по-късната стенопис от 1898 година. Първата част се отнася до построяването и изписването на двупатронната църква „Света Параскева“ и „Света Екатерина“ съответно в 1677 и 1679 година. Епископската катедра е заемана от Леонтий (преди 1676 – 1683) и така е най-старата в Сятища. Фамилиите на ктиторите се споменават в Зосимовата кондика.
Втората част на текста започва от седмия ред и е свързана със завършването на изписването на църквата. Последната част на надписа предоставя информация за изографисването на долните части на страничните кораби и някои горни части. По-конкретно, текстът разкрива, че през 1898 г., по инициатива на Георгиос Трахос и с помощта на жителите на енорията Герания, са извършени реставрационни работи. Архиерейският престол по това време е заеман от Атанасий II Николаидис или Бистис (1893 – 1900), родом от Андрос. В 1899 година Георгиос Трахос е един от ефорите на училищата в Герания.
В 1862 година жупанският архитект Апостолис изгражда към църквата внушителна камбанария, за да може храмът в Герания да отговаря на „Свети Димитър“ в Хора с неговата голяма камбанария.
В 1939 година църквата е обявена за защитен паметник.

## Описание

### Архитектура
Представлява трикорабна базилика с купол, притвор и женска църква. Има кръстовидна форма с вписан кръст. От южната страна има трем, който на изток е затворен и там има параклис посветен на Света Богородица. В параклиса има стенопис на Света Богородица от 1898 година, дело на Христодулос Йоану.
Въпреки простия си външен вид и покритието на куполите с четирискатен покрив, църквата впечатлява с размерите си.

### Вътрешност
Храмът е известен с позлатения си иконостас и оригиналните си стенописи, които са от три различни периода, чието точно датиране е удостоверено от оцелелите стенни надписи на църквата.

#### Първа стенописна фаза (1679)
Първата фаза на изписване е вътрешната украса на църквата и е датирана в 1679 година. Стенописите се приписват на художествена работилница, която морфологично и типологично попада в кръга на Епирската школа от XVII век. някои изображения напомнят стенописите в Метеора и Атон. Сред сцените са Житието на Света Богородица, Дванадесетте празника, Чудесата и Страстите Христови, Сътворението на света, Второто пришествие. От иконографски интерес е югозападният ъгъл и съответната ниша на нартекса, където е изобразена композицията Дърво Йесеево, а над Йесей и извън дървото са поставени гръцките мъдреци: Солон, Плутарх, Аристотел, Платон, Тукидид и Сибила. Подобно изображение се среща и в нартекса на сятищката църква „Свети Илия“ от 1744 година.

#### Втора стенописна фаза (1741)
На северната външна стена над входа на нартекса е разположен вторият надпис, между Свети Николай и Свети Спиридон. Текстът се състои от пет реда с главни и малки букви, изписани в бяло върху червеникав хоросан:
| „ | †// Δέησις τῷ δούλο // τοῦ Θεοῦ Ἰωάνου // καὶ Μανοὴλ Χα- // τζη(κ)ονσταντήνου // 1741. С молитвите на раб Божи Йоанис и Маноил Хадзиконстантину 1741. | “ |

Надписът показва, че изписаните повърхности от външната страна на паметника, включително южната стена, са изрисувани в 1741 година. На южната външна има стенописи на аскети, монаси и отшелници от палестинската пустиня.
Тези стенописи по външните стени може да са дело на зографи от Капесово. В периода 1728 и 1740 – 1744 година капесовски зографи са в Сятища и изписват „Свети Мина“ и пророк „Свети Илия“. Датирането на стенописите в тези две църкви и графологичните сходства с надписа в църквата „Света Параскева“ от 1741 година, особено с този на „Свети Илия“, позволяват предположението, че това е една и съща работилница.
Това се подкрепя и от дърворезбования епитаф със западни стилистични характеристики, който носи следния надпис: ἔτος 1741 χεὶρ ἀναστασίου Ἰωάνου τοῦ ἐξ Ἰωαννήνων („година 1741 от ръката на Анастасиос Йоанс от Янина“). Споменатият зограф е Анастасиос Йоани Калудис, който е посочен в ктиторските надписи на „Свети Мина“ и „Свети Илия“.

#### Трета стенописна фаза (1898)
Накрая в 1898 година е извършено вътрешното изписване на страничните кораби, главно в долната зона с изображение на светци в цял ръст и в части от югозападната и северозападната ниша. Текстът на ктиторския надпис е подобен на буквите, които съпътстват изображенията от третата фаза на рисуване в страничните кораби, тоест те датират от един и същи период. Художникът, който е изрисувал долната зона върху оригиналните стенописи, и е преписал и завършил ктиторския надпис, е Христодулос Йоану (1839 – 1919), родом от Сятища. Името му не е споменато в текста на надписа, но самоличността му се разпознава от други подписани произведения със същата четка. Негови произведения, като стенописи и преносими икони, могат да бъдат намерени в повечето храмове на Сятища, както и в района.

#### Иконостас
Позлатеният резбован иконстас (без долната зона) е от времето на първото изписване на храма и мащабно произведение на изкуството, сравнимо с иконостасите на Света гора. Владишкият трон, амвонът и проскинитарият са малко по-късни и датират от средата на XVIII век. Те съчетават стилистични характеристики, оформени от комбинацията на линотопско и мецовско дърворезбарско производство. Долната зона на иконостаса, парапетите и малките колони, се различават по стил от останалата част и не са позлатени. Те са сравними с иконостаса в храма „Свети Йоан Предтеча“.
Царските и другите иконостасни икони според местните историци са изрисувани в 1711 година от Теодорос Пулакис от Крит. Според Янис Сисиос обаче в тези икони се наблюдава критският стил със западни елементи, но стилът на тази конкретна живопис е чужд на този на Пулакис. В Сятища се намира икона на Апокалипсиса, произведение на критския художник, което се съхранява в Църковния музей на града. Иконата на Света Параскева със сребърен обков и сцени от мъченичеството на светицита датира от 1743 година.
- Стенописи